# Krzyż Zasługi Morskiej (Hiszpania)
Krzyż Zasługi Morskiej (ros. Cruz del Mérito Naval) – odznaczenie wojskowe Królestwa Hiszpanii, przyznawane za czyny waleczności i zasługi na morzu podczas wojny lub pokoju. Nadawany członkom sił zbrojnych, Gwardii Cywilnej oraz osobom cywilnym.

## Historia i nadawanie
Ustanowiony 3 sierpnia 1866 roku przez Izabelę II jako Order Zasługi Morskiej (hiszp. Orden del Mérito Naval) i wielokrotnie modyfikowany (w 1918, 1926, 1931, 1938, 1942, 1976, 1995, 2003 i 2007 roku). Nadawany poprzednio w czterech klasach, w 1995 roku utracił status orderu, liczbę klas zredukowano do dwóch, zaś liczba odmian została zwiększona do czterech.
Zgodnie z obecnym statutem, odznaczenie jest nadawane w następujących klasach:
- Krzyż Wielki – admirałom, generałom oraz osobom cywilnym o analogicznym statusie;
- Krzyż – pozostałym oficerom, podoficerom, żołnierzom oraz osobom cywilnym.

Odmiany odznaczenia są następujące:
- Z Odznaką Czerwoną (con distintivo rojo) – za czyny waleczności i zasługi podczas konfliktu zbrojnego lub operacji z użyciem sił zbrojnych; od 2007 roku może być nadany żołnierzowi za waleczność lub zasługi podczas misji zagranicznych lub żołnierzowi poległemu podczas pełnienia takiej misji;
- Z Odznaką Niebieską (con distintivo azul) – za zasługi lub służbę w ramach operacji z mandatu ONZ lub innych organizacji międzynarodowych;
- Z Odznaką Żółtą (con distintivo amarillo) – za zasługi lub służbę w warunkach dużego ryzyka, a także osobom, które zostały ranne lub poległy podczas służby w takich warunkach;
- Z Odznaką Białą (con distintivo blanco) – za pozostałe zasługi w służbie wojskowej.

Możliwe są wielokrotne nadania w każdej klasie i odmianie.

## Insygnia
Odznaczenie posiada kształt złotego krzyża łacińskiego pokrytego czerwoną emalią w odmianie z Odznaką Czerwoną, zaś emalią białą w pozostałych odmianach. Oznaki odmian z Odznaką Niebieską oraz Odznaką Żółtą posiadają dodatkowo belki odpowiedniej barwy w poprzek ramion bocznych. Górne ramię wieńczy królewska korona pod którą znajduje się prostokątna tabliczka, na której wygrawerowana jest data otrzymania odznaczenia. Na środek krzyża nałożona jest kotwica, złota (w odmianie z Odznaką Czerwoną) lub pokryta niebieską emalią. Rewers jest gładki, emaliowany.
Oznaka Wielkiego Krzyża ma taki sam kształt, lecz jest noszona na wstędze przełożonej przez prawe ramię.
Gwiazda noszona dodatkowo w klasie Wielkiego Krzyża jest złota, o ośmiu pękach promieni, z nałożonym krzyżem. Obecnie pomiędzy ramionami krzyża znajdują się naprzemiennie umieszczone wieża (Kastylia) oraz lew (León).
| Krzyż Wielki z Odznaką Czerwoną | Krzyż Wielki z Odznaką Niebieską | Krzyż Wielki z Odznaką Żółtą | Krzyż Wielki z Odznaką Białą |
| Krzyż z Odznaką Czerwoną        | Krzyż z Odznaką Niebieską        | Krzyż z Odznaką Żółtą        | Krzyż z Odznaką Białą        |

## Baretki
| Krzyż Wielki z Odznaką Czerwoną | Krzyż Wielki z Odznaką Niebieską | Krzyż Wielki z Odznaką Żółtą | Krzyż Wielki z Odznaką Białą |
| Krzyż z Odznaką Czerwoną        | Krzyż z Odznaką Niebieską        | Krzyż z Odznaką Żółtą        | Krzyż z Odznaką Białą        |